# Matthew Jackson
Matthew O. Jackson es un economista estadounidense.
Nació en 1962. Se licenció por la Universidad de Princeton en 1984 y obtuvo su doctorado por la Universidad de Stanford en 1988. Desde 1997 trabaja como profesor de economía en el California Institute of Technology (CALTECH), en Pasadena, California. Es coeditor de los monográficos publicados por la Econometric Society.
Matthew Jackson ha trabajado en multitud de campos: elección social, implementación de mecanismos, teoría de juegos, redes sociales y coaliciones.
- Datos: Q6006480